# エマニュエル・ギベール
エマニュエル・ギベール（Emmanuel Guibert、1964年 - ）は、フランスのバンド・デシネ作家(漫画家)、漫画原作者である。

## 概要
一人っ子として生まれ育った彼は、パリの美術学校である国立装飾芸術学校(École Nationale Supérieure des Arts Décoratifs)に短期間通った後、まずイラストレーションの分野で活動し、1992年に刊行された『ブリュンヌ』でバンドデシネ作家としてデビューした。『ブリュンヌ』は1930年代のナチスの台頭をハイパーリアリズムの手法で描いた野心作で、ギベールはこの作品を7年の歳月をかけて一人で完成させている。
この作品を描きあげた後、ギベールはダヴィッド・ベーと出会い、ベーのほかマット・コンチュール、ジョアン・スファール、クリストフ・ブランなどがいた共同アトリエに参加、彼らが共同設立したインディペンデント系出版社ラソシアシオン(L'Association)発行の雑誌『ラパン』（Lapin）に寄稿し、ベーやスファールとの共作も発表した。とりわけ、1997年に発表されたスファール原作の『教授の娘』は、1998年にアングレーム国際漫画祭で一目惚れ賞を受賞し、好評を博している。同時期には他の作家と共に、日本の漫画雑誌モーニングにいくつか短編作品を発表している。2000年から2008年にかけて全3巻で発表された『アランの戦争』では、アメリカ人の友人の戦争体験を基にして描いており、第3巻は2009年にアングレーム国際漫画祭のオフィシャルセレクションに選ばれている。また、2012年に書かれた続編『アランの少年時代』が、2013年にACBD批評グランプリを受賞している。これ以外にも、友人の写真家ディディエ・ルフェーヴルによる、国境なき医師団への取材経験を基に80年代のアフガニスタンの情景を描いた『写真家』や、漫画原作者として漫画のシナリオを手掛けた『アリオル』や『宇宙のサーディン』などの児童向け作品がある。

## 作品
以下、ギベールがシナリオを手掛けた作品も含む。

### シリーズ
- 宇宙のサーディン(Sardine de l'Espace)
  - 第1シリーズ(2000年 - 2004年、全9巻、ジョアン・スファール作画)

  1. 目の中の指(Le Doigt dans l'Œil、2000年)
  2. 敵の棒(Le Bar des Ennemis、2000年)
  3. 洗脳マシン(La Machine à Laver la Cervelle、2001年)
  4. ヨーグルト泥棒(Les Voleurs de Yaourts、2001年)
  5. ボクシング大会(Le Championnat de Boxe、2002年)
  6. キャプテン・オールレッド(Le Capitaine Tout Rouge、2002年)
  7. 偉大なるサーディン(Le Grand Sardine、2003年)
  8. 肉食動物の入れ墨(Les Tatouages Carnivores、2003年)
  9. 選挙の山(Montagne Électorale、2004年)

  - 第2シリーズ(2007年 - 、既刊13巻、ジョアン・スファールとマチュー・サパン作画)

  1. CDプレーヤー(Platine Laser、2007年)
  2. ザカールとザカリアン(Zacar et les Zacariens、2007年)
  3. 毒をやっつけろ(Il Faut Éliminer Toxine、2008年)
  4. 逆戻りキキ(Le Remonte-Kiki、2008年)
  5. 私の目(Mon Œil!、2008年)
  6. 漫画のいとこ(La Cousine Manga、2008年)
  7. ピザ・トミック(Pizza Tomik、2008年)
  8. 宇宙の秘密(Les Secrets de l'Univers、2009年)
  9. おへその宝くじ(Le Loto des Nombrils、2010年)
  10. アフリプの女王(La Reine de l'Afripe、2011年)
  11. サンドウィッチ人間の島(L'Archipel des Homme-Sandwichs、2012年)
  12. シュシュプとクロクロ(Môssieur Susupe et Môssieur Krokro、2013年)
  13. 人食い漫画(Le Mange-Manga、2014年)
- アランの戦争(La Guerre d'Alan、2000年 - 2008年、3巻)
- 黒いオリーブ(Les Olives Noires、ジョアン・スファール原作、2001年 - 2003年、3巻)
  1. どうして今夜はいつもの夜と違うの?(Pourquoi Cette Nuit est-elle Différente des Autres Nuits?、2001年)
  2. アダム・アリション(Adam Harishon、2002年)
  3. お前は乳飲み子のヤギを食べはしないだろう(Tu Ne Mangeras Pas le Chevreau dans le Lait de sa Mère、2003年)
- アリオル(Ariol、マルク・ブタヴァン作画、2002年 - 2006年、6巻)
  1. 立ってろ!(Debout!、2002年)
  2. お馬鹿な遊び(Jeux Idiots、2002年)
  3. ロバみたいに間抜けで、豚のように汚い(Bête Comme un Âne, Sale Comme un Cochon、2003年)
  4. ワクチンの効き目(Le Vaccin à Réaction、2003年)
  5. 空手(Karaté、2004年)
  6. 海だ!(Oh, la Mer!、2006年)
- 写真家(Le Photographe、2003年 - 2006年、3巻) ※日本では「フォトグラフ」の題名で出版されている。

### 単巻
- ブリュンヌ(Brune、1992年)
- 教授の娘(La Fille du Professeur、ジョアン・スファール作画、1997年)
- 紅の船長(Le Capitaine Écarlate、ダビッド・ベー原作、2000年)
- 来ては去りゆく(Va et Vient、2005年)
- アランの少年時代(L'Enfance d'Alan、2012年)

### 画集
- 海のある田舎(La Campagne à la Mer、2002年、画集)
- 日本人(Japonais、2008年、画集)

## 日本での出版
- 『アランの戦争―アラン・イングラム・コープの回想録』(野田謙介訳、国書刊行会、2011年1月、ISBN 4336052948)
- 『フォトグラフ』(ディディエ・ルフェーヴル原案・写真、フレデリック・ルメルシエ構成・彩色、大西愛子訳、小学館集英社プロダクション、2014年2月、ISBN 4796871799)